# Guerra Civil anglesa
Guerra civil anglesa o Revolució anglesa són els conflictes bèl·lics entre parlamentaristes i reialistes sostinguts entre els anys 1642 i 1651 al Regne d'Anglaterra.

## Antecedents

### Situació política i social

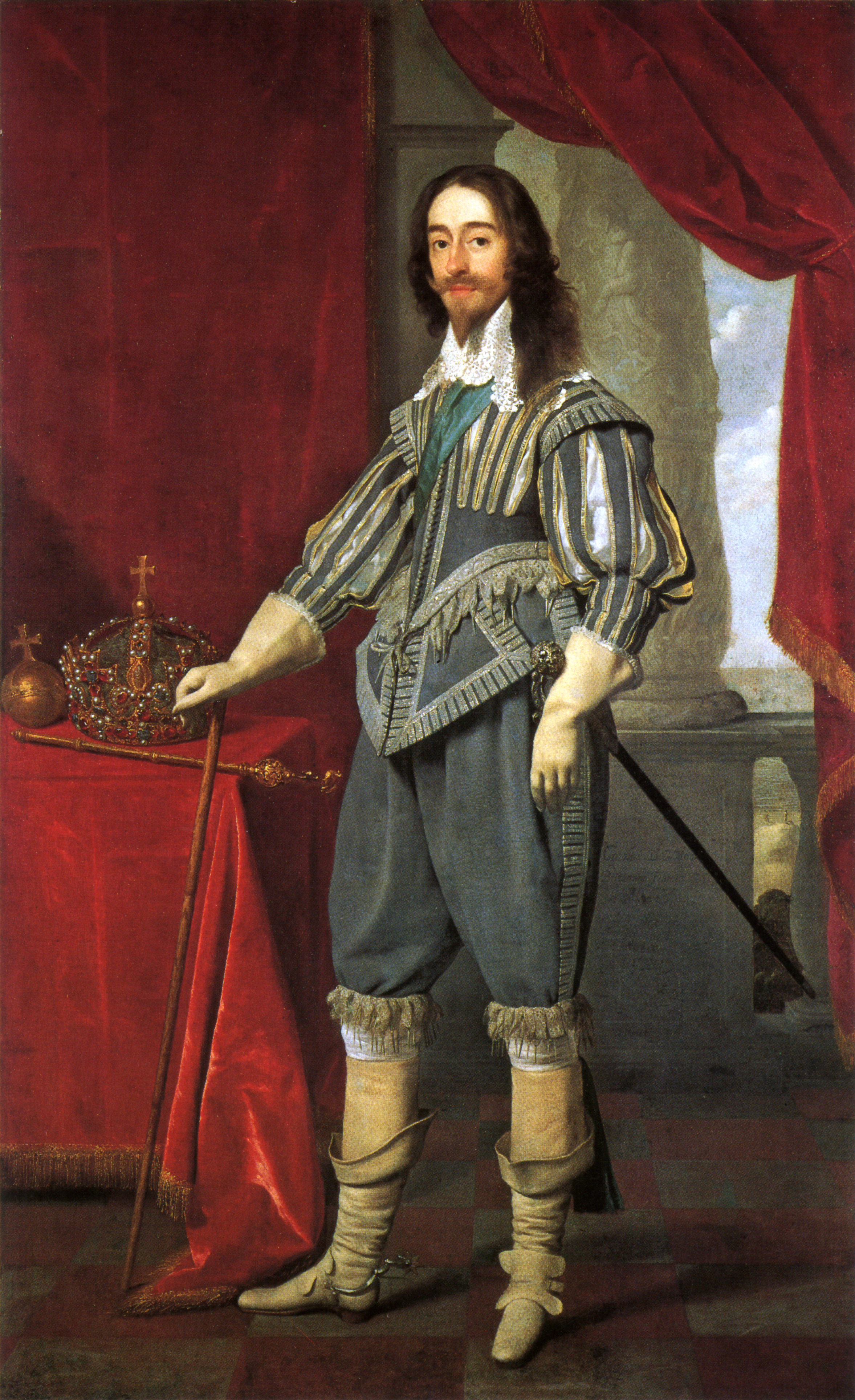
Carles I pintat el 1631 per Daniel Mytens

Abans de la Guerra Civil, el Parlament anglès no era un òrgan permanent de la política, sinó tan sols una assemblea temporal i consultiva. Estava compost per representants de la petita noblesa, i tenia a càrrec seu recollir impostos i taxes per al rei. El monarca no tenia l'obligació de seguir les indicacions del parlament i podia dissoldre'l. En aquella època, aproximadament una tercera part dels parlamentaris pertanyien a la facció religiosa anomenada puritanisme, que va tenir un paper primordial en el desenvolupament dels fets.
El Rei Carles I d'Anglaterra, fill de Jaume I d'Anglaterra, aspirava a reunir totes les illes britàniques dins d'un sol regne, ja que en aquella època el Regne d'Irlanda i el Regne d'Escòcia formaven estructures polítiques separades (encara que subjugades al poder de la mateixa corona). Carles I creia en el dret diví dels reis i considerava qualsevol objecció a les seves pretensions com un insult personal. El seu matrimoni amb la princesa catòlica Enriqueta Maria de França va irritar i fer desconfiar els parlamentaris protestants, els quals temien una reintroducció del catolicisme al regne.
El rei tenia la intenció de participar en les guerres europees com si es tractés de croades, i va posar al cap de l'exèrcit al seu favorit, George Villiers, duc de Buckhingham, que va ser totalment derrotat a França. El Parlament va destituir el 1626 al Duc de Buckhingham, i el rei, enfurismat pel que va considerar una insolència, va dissoldre el Parlament. Un nou Parlament va ser reunit el 1628, en el que el rei es veié obligat a cedir part de la seva sobirania sota les lleis establertes per la Carta Magna. Les peticions establertes pel nou Parlament en el document foren tals com: la fi de les detencions arbitràries, el consentiment del Parlament per a la recaptació de tots els impostos, la prohibició d'allotjaments militars en habitatges privats i la prohibició de la llei marcial en temps de pau.
Carles va clausurar el parlament, iniciant el 1630 el que s'anomena com regnat personal de Carles (tal com també van fer Felip IV de Castella i l'emperador Ferran II). La dècada que seguí, l'hi va suposar un moment d'èxit en la monarquia, augmentant la recol·lecció d'impostos gràcies a taxes com la del "Ship money", que va ser fortament protestat pel Parlament, ja que ara es convertia en regular, mentre que, fins al moment, tan sols els ports de mar pagaven aquest impost per al manteniment de vaixells de guerra de la corona. A això, s'hi van sumar una política de venda de monopoli i una pressió territorial als jutges de Pau, que havien d'entregar com fos la quantitat de diners (havent de recórrer en nombroses ocasions a l'extorsió). Amb aquestes mesures, va voler demostrar que podia guanyar tants o més diners que quan convocava el Parlament. Això no obstant, aquest despotisme va suposar-l'hi una gran impopularitat. L'èxit econòmic és degut, en gran part, a la gestió de Thomas Wentworth, duc de Strafford, un antic parlamentari.
L'altre home fort era l'arquebisbe William Laud, que tenia l'objectiu d'eliminar les diferències entre els calvinistes i els anglicans. El 1637, Laud intenta imposar a tota l'illa un nou esquema anomenat "Prayer Book", que fa esclatar Escòcia el 1638, organitzant-se així els covenanters (pactistes) per tal de defensar la seva identitat. Des de la unió d'Escòcia amb Anglaterra, diversos actes van molestar els escocesos: per exemple, el fet que el seu rei hagués abandonat Escòcia per instal·lar-se a Anglaterra, o la institució d'un grup de nobles delegats pel rei Carles, que governaven Escòcia segons els interessos de la monarquia anglesa. D'altra banda, els puritans, que volien eliminar les cerimònies (fins i tot Nadal i la Setmana Santa), veuran aquesta església anglicana com l'anticrist.

### La guerra contra Escòcia
A Escòcia van esclatar en 1639 les Guerres episcopals entre Carles, que donava suport al sistema episcopal de govern per l'Església d'Escòcia i el desig de bona part de la noblesa escocesa de seguir un sistema presbiterià de govern. A l'abril de 1640 es convocà el Parlament per a recaptar diners per a la guerra contra Escòcia. El Parlament estava encara més radicalitzat i es va negar a negociar els diners fins que no acceptés abans les seves peticions i la destitució del duc de Strafford, però Carles es va negar totalment i va tancar-lo, per això va ser anomenat Parlament Curt. Per als historiadors whigs es tracta d'un punt de màxima convicció del parlament; per als revisionistes volia dir que si no hagués estat per la mala política de Carles s'hauria mantingut un sistema absolutista sòlid com fins llavors.
Quan a l'estiu de 1640 els escocesos capitanejats per Leslie i el marquès de Montrose, van creuar el riu Tweed, provocant que l'exèrcit de Carles I es retirés al seu pas. En poc temps, els invasors van aconseguir creuar tot Northumberland i el Comtat de Durham després de la Batalla de Newburn. Carles va haver de deixar els dos comtats en mans escoceses per pagar les despeses que havien patit aquests quan va acceptar la pau que es signaria en el Tractat de Ripon, l'octubre de 1640. L'empobrit rei va haver de tornar a reunir el parlament, l'anomenat Parlament llarg per aconseguir subministraments necessaris per pagar la pau; però la posició del parlament encara era més radical i demanava l'abolició de totes les mesures des de 1630, l'empresonament de Strafford, que el rei no tingués el poder de convocar o desconvocar el parlament i que aquest es reunís cada tres anys. Carles ho acceptà tot i intentà arribar a un acord amb els escocesos retirant el "Prayer Book", per després buscar suport dels sectors aristocràtics que no estaven tan radicalitzats per tal de formar un exèrcit conjunt amb Escòcia contra el Parlament. Els escocesos finalment van evacuar el nord d'Anglaterra després del Tractat de Londres de l'agost de 1641, El parlament es va mantenir fins que va ser purgat el 1648.

### La situació a Irlanda
El Regne d'Irlanda va ser administrat durant vuit anys pel comte de Strafford, el qual seria arrestat pels parlamentaris i executat contra la voluntat del rei Carles I d'Anglaterra el 1641. Com a reacció els catòlics irlandesos s'alçaren en armes, tement la tornada d'un poder protestant.

## Primera guerra civil (1642-46)

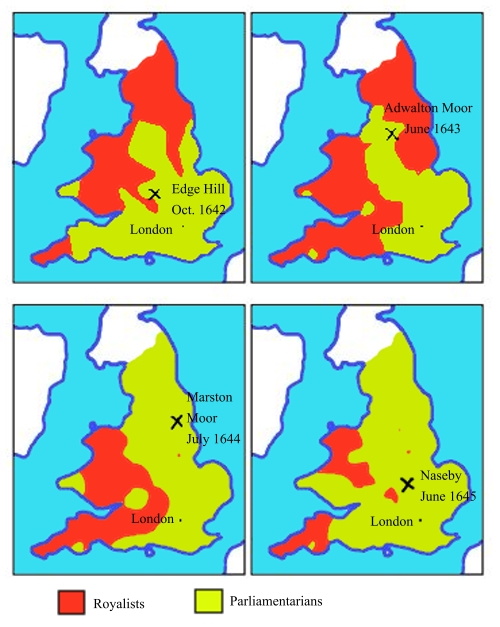
Territoris controlats al llarg de la guerra: En verd, els parlamentaris, en vermell, els reialistes

A principis de gener de 1642, pocs dies després de no poder capturar cinc membres de la Cambra dels Comuns, Carles I d'Anglaterra va témer per la seguretat de la seva família i el seu seguici i va abandonar Londres cap al nord. El creixement de l'economia en l'època de Carles afavoria els rics. Quan Carles es refugià fora de Londres, sortiren tot un seguit de moviments radicals moguts per la classe menestral de Londres que plantejava reivindicacions com ara ampliar el dret de vot, la dissolució de la Cambra dels Lords, una major redistribució de la riquesa, i fins i tot, l'abolició de la monarquia. Aquests van ser els autèntics revolucionaris, ja que els membres del parlament eren opositors al rei, però molt conservadors, ja que formaven part de l'elit. Per tot això, els últims anys s'han considerat aquestes revoltes més socials que no polítiques. De la mateixa manera que la revolta dels segadors a Catalunya, o la del 1647 a Nàpols, aquesta revolta també va ser reprimida durament abans que les revoltes polítiques, ja que resultaven més perilloses. Les negociacions per carta entre el rei i el Parlament llarg, fins a principis d'estiu, van resultar infructuoses. L'1 de juny de 1642 els Lords i Comuns anglesos van aprovar una llista de propostes coneguda com les Dinou Propostes en les que el Parlament buscava una major part del poder en el govern del regne. Abans d'acabar el mes el Rei va rebutjar les Proposicions. En no aconseguir les armes de l'arsenal de Kingston upon Hull, Carles es va dirigir a Nottingham, on proclamà la guerra al Parlament el 22 d'agost i els seus partidaris van començar a construir un exèrcit mentre el rei anava a Stafford i després a Shrewsbury, ja que el suport a la seva causa semblava especialment fort a la zona de la vall de Severn i al nord de Gal·les. Mentre passava per Wellington, va declarar en el que es va conèixer com la Declaració de Wellington que defensaria la religió protestant, les lleis d'Anglaterra i la llibertat del Parlament.
Els parlamentaris oposats al rei no van romandre passius i com a Hull, van prendre mesures per assegurar pobles i ciutats estratègiques nomenant simpatitzants amb la seva causa i el 9 de juny van votar a favor d'aixecar un exèrcit de 10.000 homes, nomenant Robert Devereux, 3r comte d'Essex, com a comandant tres dies després, i dues setmanes després que el rei hagués aixecat el seu estendard a Nottingham, Essex va dirigir el seu exèrcit a Northampton, recollint suport al llarg del camí, i a mitjan setembre havia crescut fins a 21.000 infants i 4.200 genets i dragons, duent el seu exèrcit a Coventry i després al nord dels Cotswolds, entre els reialistes i Londres, fins que el príncep Robert del Palatinat va derrotar un destacament de cavalleria parlamentari a la Batalla de Powick Bridge el 23 de setembre prop de Worcester. Els generals reialistes van decidir anar a Londres per forçar Essex a interceptar-los abans que es fes massa fort però després de la inconclusa Batalla d'Edgehill, el 23 d'octubre de 1642 i la Batalla de Turnham Green, el rei Carles va capturar Banbury i es va veure obligat a retirar-se a Oxford on va ser rebut per multituds entusiastes el 29 d'octubre i va establir la seva capital. El príncep Robert va arrasar la vall del Tàmesi en nom del rei, capturant Abingdon-on-Thames, Aylesbury i Maidenhead i molts oficials van voler obrir negociacions de pau, en contra de la voluntat de Robert de continuar cap a Londres, però el rei va estar d'acord amb els oficials, per la qual cosa el comte d'Essex aconseguí superar-los i arribà a Londres amb el seu exèrcit parlamentari el 8 de novembre.

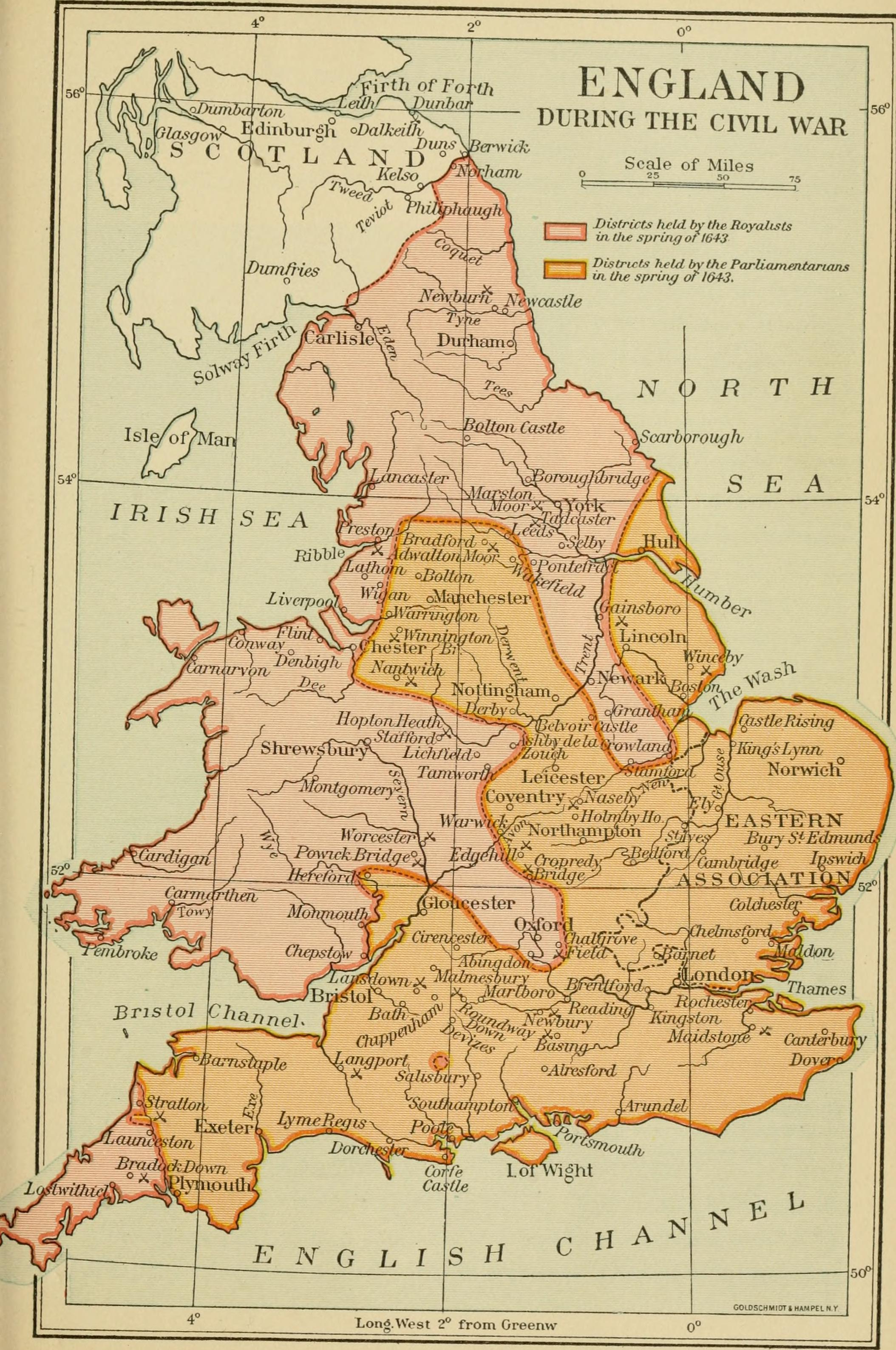
Territori controlat pel parlament i el rei en 1643

A les Midlands, després de la mort de Robert Greville, Lord Brooke, John Gell va assetjar i capturar Lichfield per als parlamentaris per unir-se posteriorment amb William Brereton per lluitar en la Batalla de Hopton Heath el 19 de març, en la que va morir el Comte de Northampton, comandant realista. Els reialistes van guanyar la Batalla de Chalgrove Field el 18 de juny, en la que va morir John Hampden, i el 30 de juny a la Batalla d'Adwalton Moor, prenent el control de la major part de Yorkshire, i al juliol, a l'oest d'Anglaterra la Batalla de Lansdowne i la Batalla de Roundway Down també van ser per als reialistes i el príncep Robert va prendre Bristol. El mateix any, però, Oliver Cromwell va formar la seva tropa d'"Ironsides", una unitat disciplinada que va demostrar la seva capacitat de lideratge militar, i amb la seva ajuda va guanyar una victòria a la Batalla de Gainsborough al juliol. A l'agost hi va haver manifestacions populars a Londres, tant a favor com en contra de la guerra a Westminster, fortament reprimides.
La primera part de la guerra va anar bé per als reialistes fins que a finals d'estiu i principis de tardor de 1643 el comte d'Essex va obligar al rei a aixecar el setge de Gloucester i després derrotar els reialistes a la Batalla de Newbury el 1643, per tornar triomfant a Londres. Les forces parlamentàries dirigides per Edward Montagu, el comte de Manchester van assetjar el port de King's Lynn, Norfolk, que sota Hamon L'Estrange va aguantar fins al setembre. Altres forces van guanyar la Batalla de Winceby, donant-los el control de Lincoln. Les maniobres polítiques per obtenir un avantatge en nombre van portar a Carles a negociar un alto el foc a Irlanda, alliberant les tropes angleses per lluitar al bàndol realista a Anglaterra, mentre el Parlament oferia concessions als escocesos a canvi d'ajuda i assistència.
Amb el suport dels escocesos, el Parlament va guanyar la Batalla de Marston-Moor el 2 de juliol de 1644, guanyant York i el nord d'Anglaterra. La derrota a la Batalla de Lostwithiel a Cornualla, però, va marcar un greu revés per al Parlament al sud-oest d'Anglaterra. Els combats posteriors al voltant de Newbury el 27 d'octubre de 1644, encara que tàcticament indecisos, estratègicament ampliar el control del Parlament.
El 1645, el Parlament va reafirmar la seva determinació de lluitar fins al final de la guerra. Va aprovar l'Ordenança d'Autonegació, per la qual tots els membres de qualsevol de les Cambres del Parlament van renunciar als seus comandaments i es van reorganitzar les seves forces principals en el Nou Exèrcit Model i la seva elit, els Ironsides, sota el comandament de Thomas Fairfax, amb Oliver Cromwell com a segon en comandament i tinent general de cavalleria, que va mostrar el seu potencial com a líder polític i militar important, que fins llavors havia faltat als parlamentaris. El Nou Exèrcit Model fou un exèrcit bastant modern pel que fa a l'ús de la tàctica, però a la vegada molt medieval per la fidelitat dels seus soldats al noble, tractant-se més aviat d'un exèrcit privat i reclutat a les ciutats de Londres. La major part de l'exèrcit estava format per puritans, aquesta ala d'esquerres estava dividida en diferents grups segons les seves idees: Els generals, entre ells Oliver Cromwell que pensaven governar amb el rei, redactaren unes propostes i les hi presentaren i Carles I no les va signar, la qual cosa provocà que se sentissin traïts per aquest; els levellers, que creien que el poder del parlament no venia donat per Déu, i plantejaren aquest poder com un pacte en què era el poble qui dipositava la seva confiança en els seus governants i autoritats, proposant el sufragi universal i la limitació del poder, ja que no creien en els càrrecs vitalicis; i els diggers, els més radicals i de plantejament, més visceral i més pobre, que creien que la terra era per a qui la treballava i que havia de repartir-se, proclamaven l'abolició del treball assalariat i practicaven l'ocupació de terres i No tenien una ideologia elaborada.

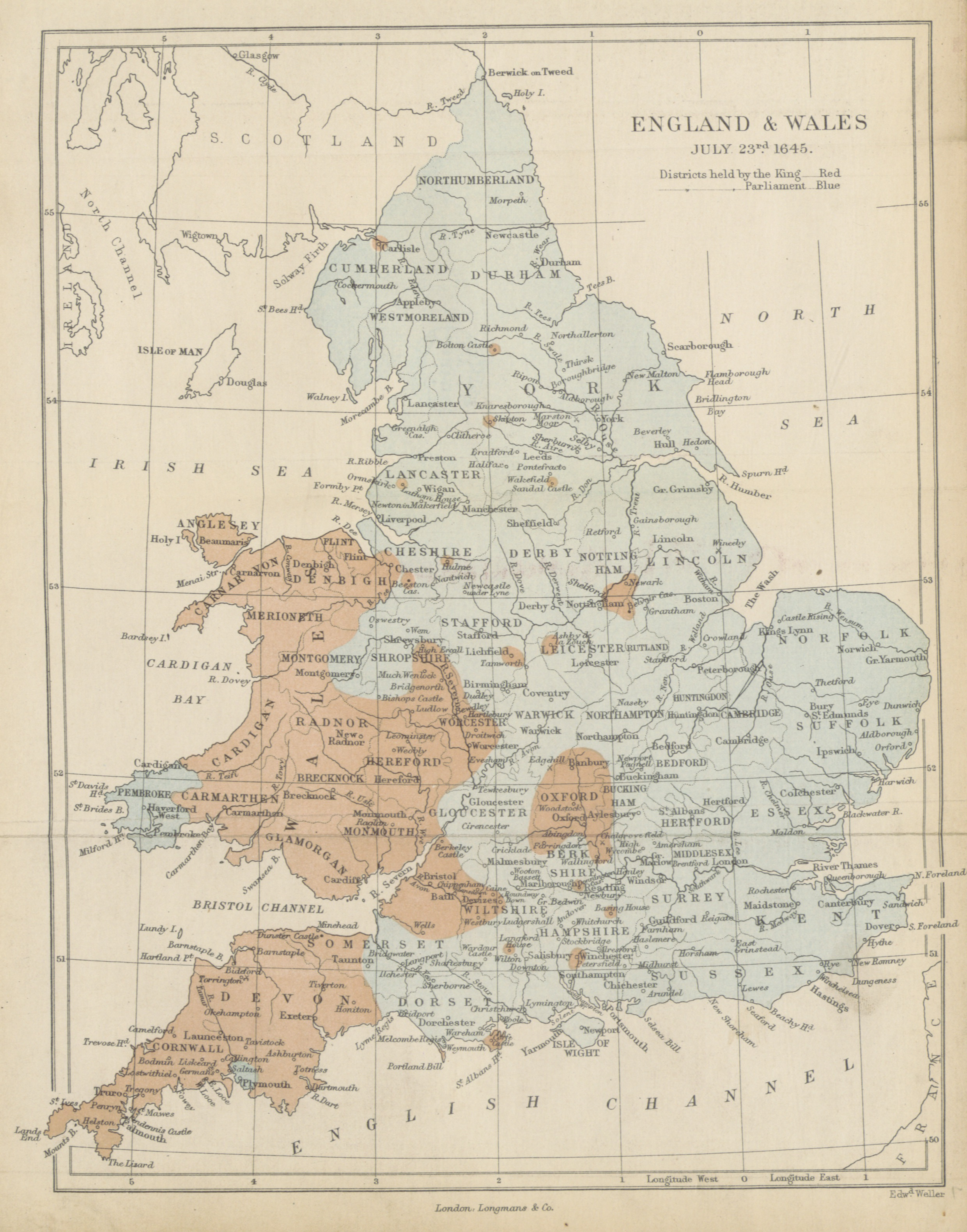
Territori controlat pel parlament i el rei en 1645

En dos enfrontaments decisius: la Batalla de Naseby el 14 de juny i la Batalla de Langport el 10 de juliol, els parlamentaris van destruir efectivament els exèrcits de Carles. A les restes del seu regne anglès, Carles va intentar recuperar una base estable de suport consolidant les Midlands. Va començar a formar un eix entre Oxford i Newark-on-Trent a Nottinghamshire. Aquestes ciutats s'havien convertit en fortaleses i li mostraven una lleialtat més fiable que altres. Va agafar Leicester, que es troba entre ells, però va trobar els seus recursos esgotats. Tenint poques oportunitats de reposar-los, el maig de 1646 va buscar refugi amb un exèrcit escocès presbiterià a Southwell a Nottinghamshire. Carles va ser finalment lliurat al Parlament anglès pels escocesos i empresonat. Això va marcar el final de la Primera Guerra Civil anglesa.

## Entreguerres
El final de la Primera Guerra Civil, el 1646, va deixar un buit de poder parcial en què qualsevol combinació de les tres faccions: reialistes, independents del Nou Exèrcit Model i presbiterians del Parlament anglès, i el Parlament escocès aliat amb els presbiterians escocesos (el "Kirk"), podria resultar prou fort per dominar la resta. El reialisme polític armat s'havia acabat, però tot i ser presoner, Carles I era considerat per ell mateix i els seus oponents (gairebé fins a l'últim) com a necessari per garantir l'èxit de qualsevol grup que pogués acceptar-lo. Així va passar successivament a mans dels escocesos, del Parlament i de l'Exèrcit.
Una vegada capturat hi hagué discrepància entre els que eren de l'opinió que podien jutjar el rei i els que no. Al novembre, Carles I d'Anglaterra va creure que seria en el seu millor interès escapar, potser a França, el sud d'Anglaterra o Berwick-upon-Tweed, prop de la frontera escocesa. Va fugir de Hampton Court l'11 de novembre i des de les costes de Southampton Water va contactar amb el coronel Robert Hammond, governador parlamentari de l'illa de Wight, a qui aparentment creia que era simpatitzant, Però Hammond va tancar Carles al castell de Carisbrooke i va informar al Parlament que Carles estava sota la seva custòdia.
El rei va intentar revertir el veredicte de les armes negociant amb totes les parts per torn. El 3 de juny de 1647, George Joyce va capturar al rei, i els presbiterians anglesos i els escocesos van començar a preparar-se per a una nova guerra civil, menys de dos anys després de la conclusió de la primera. La direcció de l'Exèrcit va quedar fora de control i es va convertir en la força política més poderosa del regne. De 1646 a 1648 la bretxa entre l'Exèrcit i el Parlament es va eixamplar dia a dia, fins que finalment el partit presbiterià, combinat amb els escocesos i els reialistes restants, es va sentir prou fort com per començar una Segona Guerra Civil. En aquell moment, els objectius de Cromwell no coincidien del tot amb els del parlament i feu un cop d'estat, es va apoderar del parlament i va posar-hi gent més radical. Cromwell i Henry Ireton publicaren un manifest, el «Heads of Proposals», destinat a establir els poders de l'executiu, assentar parlaments elegits de forma regular, i restablir un acord episcopalià no obligatori. Molts membres de l'exèrcit, com els anivelladors liderats per John Lilburn, pensaven que era insuficient, el que va dur a tensos debats de Putney durant la tardor de 1647 entre Cromwell, Ireton i l'exèrcit.

## Segona Guerra Civil anglesa (1648-1649)
Els Debats de Putney van acabar sense cap resolució, i els debats, així com la fuga de Carles I de Hampton Court el 12 de novembre, possiblement enduriren la resolució de Cromwell contra el rei. La incapacitat d'arribar a un acord polític amb el rei va conduir finalment a la Segona Guerra Civil Anglesa el 1648. Carles I d'Anglaterra va aprofitar la desviació de l'atenció de si mateix per negociar el 28 de desembre de 1647 un tractat secret amb els escocesos, prometent novament una reforma de l'església. Sota l'acord, anomenat "Compromís", els escocesos es van comprometre a envair Anglaterra en nom de Carles i restaurar-lo al tron. L'estiu de 1648 es va produir una sèrie d'aixecaments reialistes a Anglaterra i una invasió escocesa, que les forces lleials al Parlament van suprimir ràpidament.
Cromwell com tenia un exèrcit de 30.000 homes necessitava liquiditat pel que va decidir imposar uns imposts regulars, cosa que no va agradar a la població. Va Intentar controlar l'administració territorial deixant de costat als gentry. Va dividir el país en 11 demarcacions governades cadascuna d'aquestes per un general. El que volia Cromwell és que les antigues oligarquies col·laboressin amb els generals, aquest govern però no va ser molt eficaç, ja que els van fer boicot. Cromwell tenia desconfiança de la burgesia i dels gendry. Tampoc tindrà el suport dels diggers i els levellers que tot i ajudar amb la revolució van ser desplaçats del poder, sobretot els primers. A la primavera de 1648, les tropes parlamentàries impagades a Gal·les van canviar de bàndol fins que el coronel Thomas Horton va derrotar els rebels reialistes a la Batalla de St Fagans el 8 de maig, i finalment els líders rebels es van rendir a Oliver Cromwell l'11 de juliol després del setge de Pembroke. Thomas Fairfax va derrotar un aixecament reialista a Kent a la Batalla de Maidstone l'1 de juny i va continuar dirigint-se al nord per reduir Essex on Charles Lucas havia aixecat els reialistes en gran nombre. Fairfax aviat va conduir l'enemic a Colchester, però el seu primer atac a la ciutat va rebre una repulsa i va haver d'establir un llarg setge.
Al nord d'Anglaterra, el major-general John Lambert va lluitar amb èxit en una campanya contra diversos aixecaments reialistes, el més gran va ser el de Marmaduke Langdale a Cumberland. Gràcies als èxits de Lambert, el comandant escocès, James Hamilton el duc de Hamilton, va haver de prendre una ruta més a l'oest a través de Carlisle, i els parlamentaris, amb Cromwell com a comandant en cap per primera vegada en una gran batalla van derrotar els reialistes i els escocesos a la Batalla de Preston entre el 17 i el 19 d'agost, una victòria que va marcar el final de la Segona Guerra Civil anglesa.
Durant 1648, les cartes i discursos de Cromwell es van omplir d'imatgeria bíblica, en gran part meditacions sobre el significat de passatges particulars. Per exemple, després de la batalla de Preston, l'estudi dels Salms 17 i 105 el va portar a dir al Parlament que «aquells que són implacables i no paren d'assolar la terra seran ràpidament destruïts i expulsats d'aquesta». En una carta a Oliver St John el setembre de 1648, li urgeix a llegir Isaïes - 8, on el regne cau i només els fidels sobreviuen. Aquesta carta suggereix que va ser la fe de Cromwell, i no un interès en les polítiques radicals, juntament amb la decisió del Parlament d'entaular negociacions amb el rei en el Tractat de Newport, el que el va portar a creure que Déu mateix parlava en contra tant del Parlament com del Rei com autoritats legals. Per Cromwell, l'exèrcit era ara l'instrument escollit per Déu. L'episodi és una mostra de la ferma creença de Cromwell al providencialisme, és a dir, la creença que Déu mateix estava intervenint en els assumptes mundans a través de les accions de «persones escollides» (que Déu havia «proveït» per aquest fi). Cromwell creia, durant les guerres civils, que ell mateix era una d'aquestes persones, i interpretava les victòries com indicacions de l'aprovació de Déu als seus actes, així com les derrotes eren signes que Déu desitjava dirigir-lo en una altra direcció.

## El judici contra Carles I

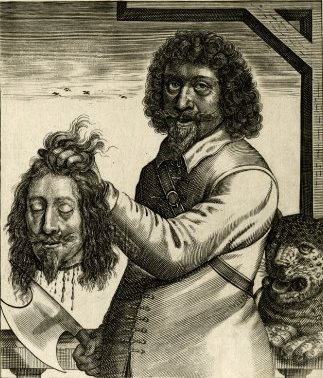
Pamflet holandès imprès anònimament atacant la decapitació de Carles I, mostrant Thomas Fairfax sostenint el cap tallat del rei

El desembre de 1648, els membres del Parlament que desitjaven seguir negociacions amb el rei van veure tallat el pas per un esquadró de soldats liderat pel coronel Thomas Pride, un episodi que va ser aviat conegut com la Purga de Pride. Els membres restants del que a partir d'aleshores seria conegut com el Parlament Romanent (Rump Parliament) van acordar que Carles I havia de ser jutjat per traïció.
El 1649 començà el judici contra Carles. Al final del judici, els 59 comissaris (jutges), incloent-hi Cromwell, van declarar Carles I d'Anglaterra culpable d'alta traïció com a "tirà, traïdor, assassí i enemic públic". La seva decapitació va tenir lloc en un cadafal davant de la Casa del Banquet del Palau de Whitehall el 30 de gener de 1649, sent la primera vegada que un monarca és executat de forma pública en la història d'occident. Després de la Restauració el 1660, nou dels regicides supervivents que no vivien a l'exili van ser executats i la majoria dels altres van ser condemnats a cadena perpètua.
Després del regicidi, Carles, el Príncep de Gal·les el 5 de febrer de 1649 va ser proclamat Rei d'Escòcia pel Parlament Escocès a Edimburg negant-li entrar a Escòcia tret que acceptés establir el presbiterianisme com a religió estatal als tres regnes, però el Parlament d'Anglaterra no el va reconèixer com a rei. S'aconseguí dissoldre la monarquia i la cambra dels Lords, i aquell mateix any es formà la Commonwealth d'Anglaterra, una república. Oliver Cromwell era un terratinent acomodat, la seva família va comprar terres a l'Església i a més la seva àvia era una noble veneciana molt rica. Cromwell era un fervent purità i un home enèrgic. Una vegada formada la "Commonwealth" aquest sistema acaba sent autoritari on ell és anomenat "Lord Protector" com a càrrec vitalici, per molts historiadors es tracta d'un rei republicà.
Tot i que algunes de les colònies continentals més noves establertes en gran part per protestants anti-episcopals es van posar al costat del Parlament durant la Guerra Civil anglesa, la Colònia de Virgínia, la Província de Maryland, la Colònia de Terranova i altres colònies com les Bermudes van donar suport a la Corona reconeixent Carles II i el Parlament va prohibir el comerç amb les Barbados, Virgínia, Bermudes i Antego. Molts dels independents religiosos de les Bermudes, que s'havien posat al costat del Parlament, es van veure obligats a exiliar-se.

## Tercera Guerra Civil anglesa (1649-1651)
Irlanda, des de la rebel·lió de 1641, tenia la major part de l'illa controlada pels confederats irlandesos. Cada cop més amenaçats pels exèrcits del Parlament anglès després de l'arrest de Carles I el 1648, els confederats van signar un tractat d'aliança amb els reialistes anglesos. Les forces conjuntes reialistes i confederades sota el duc d'Ormonde van intentar eliminar l'exèrcit parlamentari que tenia Dublín posant-la a setge, però els seus oponents els van derrotar en la Batalla de Rathmines el 2 d'agost de 1649. Quan l'antic membre del Parlament, l'almirall Robert Blake, va bloquejar la flota del príncep Robert del Palatinat a Kinsale, Cromwell pogué desembarcar a Dublín el 15 d'agost de 1649 amb un exèrcit per sufocar l'aliança reialista.
El primer que farà Cromwell és liderar una forta repressió contra els catòlics Irlandesos, incloent la massacre de prop de 3.500 persones, al voltant de 2.700 soldats reialistes i 700 més, inclosos civils, presoners i sacerdots catòlics després del setge de Drogheda. La conquesta parlamentària d'Irlanda va durar quatre anys més fins al 1653, quan les últimes tropes confederades i reialistes irlandeses es van rendir. Arran de la conquesta, els vencedors van confiscar gairebé totes les terres de propietat catòlica irlandesa i les van distribuir als creditors del Parlament, als soldats parlamentaris que servien a Irlanda i als anglesos que s'hi havien establert abans de la guerra, i la població desplaçada va ser duta a terres més pobres.
El 1649 els reialistes estaven desorganitzats a Escòcia i el seu antic líder, el marquès de Montrose estava exiliat. Carles II va animar Montrose a reunir un exèrcit de les Highlands per lluitar al bàndol realista, però els covenanters escocesos, descontents amb l'execució de Carles I i temedors pel futur del presbiterianisme sota la nova Commonwealth, li van oferir la corona d'Escòcia, Carles va abandonar Montrose, que havia reunit una força mercenària a Noruega i ja havia desembarcat sent derrotat en la Batalla de Carbisdale el 27 d'abril de 1650. Els vencedors van capturar Montrose poc després i el van portar a Edimburg. El 20 de maig el Parlament escocès el va condemnar a mort i el va fer penjar l'endemà.
Carles II va desembarcar a Morayshire el 23 de juny de 1650 i va signar el Pacte Nacional de 1638 i la Lliga i Pacte Solemnes de 1643 poc després de desembarcar. Amb els seus seguidors reialistes escocesos i els seus nous aliats covenanters, Carles II es va convertir en l'amenaça més gran que enfrontava la nova república anglesa. En resposta a l'amenaça, Cromwell va deixar alguns dels seus tinents a Irlanda per continuar la repressió dels reialistes irlandesos i va tornar a Anglaterra, arribant a Escòcia el 22 de juliol i assetjant Edimburg. A finals d'agost, la malaltia i l'escassetat de subministraments havien reduït el seu exèrcit, i va haver d'ordenar una retirada cap a la seva base a Dunbar. Un exèrcit escocès sota el comandament de David Leslie va intentar bloquejar la retirada, però Cromwell els va derrotar en la Batalla de Dunbar el 3 de setembre. L'exèrcit de Cromwell va prendre Edimburg, i a finals d'any el seu exèrcit havia ocupat gran part del sud d'Escòcia.
Al juliol de 1651, les forces de Cromwell van creuar el Fiord de Forth cap a Fife i el 20 de juliol van derrotar els escocesos a la Batalla d'Inverkeithing. El Nou Exèrcit Model va avançar cap a Perth permetent a Carles, al capdavant de l'exèrcit escocès, traslladar-se cap al sud, a l'oest d'Anglaterra, on les simpaties dels reialistes anglesos eren més fortes, però encara que alguns reialistes anglesos es van unir a l'exèrcit, eren molt menys del que Carles i els seus partidaris escocesos havien esperat. Cromwell va seguir Carles a Anglaterra, deixant George Monck per acabar la campanya a Escòcia. Monck va prendre Stirling el 14 d'agost i Dundee l'1 de setembre. A Anglaterra Cromwell va combatre els darrers partidaris reialistes i definitivament va vèncer Carles II a la Batalla de Worcester el 3 de setembre de 1651 i aquest va haver de fugir a França. L'any següent, el 1652, es van eliminar les restes de la resistència realista i, segons els termes de la "Tender of Union", els escocesos van rebre 30 escons en un Parlament unit a Londres, amb el general Monck com a governador militar d'Escòcia. Cromwell eliminà el sistema polític d'Escòcia, que va passar a ser quasi una província més d'Anglaterra si ve no va haver-hi expropiacions de terres.
Gal·les, aïllada d'Anglaterra física i lingüísticament, no estava compromesa com Anglaterra en els problemes entre el rei i el Parlament. Els anglesos consideraven Gal·les una terra remota, amb el gal·lès, no l'anglès, com a llengua principal. Anglaterra havia assimilat formalment Gal·les al regne en 1536 sota Enric VIII i van continuar sota Carles I que permetien l'autoritat administrativa local i el control econòmic de Gal·les, cosa que permetia als gal·lesos funcionar fins a cert punt de manera independent. Un altre factor va ser la religió puritana, que va tenir un paper important a les guerres civils angleses però no es va practicar àmpliament a tot Gal·les. El domini religiós puritana gal·lès es va trobar al nord-est de Gal·les a prop de Wrexham, Denbighshire, i una influència puritana indirecta es va trobar al llarg de la costa sud-oest prop de Haverfordwest, Penfro i Tenby a causa d'una combinació d'una forta influència del tercer comte d'Essex i les seves fortes relacions comercials amb Bristol, una fervent fortalesa puritana. A més, Gal·les era comparativament més rural de caràcter que Anglaterra en aquesta època i, per tant, mancava del gran nombre d'assentaments urbans on hi havia interessos mercantils, comercials i manufacturers que eren un baluard de suport tant al puritanisme com, finalment, a la causa parlamentària.

## El Parlament dels Barebons en 1653. Segona etapa (tres mesos)
En aquests mesos faran moltes reformes i millores legislatives importants:
- Parlaments molt depurats.
- Humanitzen molt a la societat i les lleis.
- S'abolirà la presó per deutes en canvi de pagar multes.
- La llei de la crema de bruixes se suprimeix.
- Es reconeix el matrimoni civil.
- Fomenten l'alfabetització.

L'última cosa que van intentar va ser l'abolició dels delmes, però l'exèrcit va entrar en el Parlament i el va dissoldre. Els barebones signaran una espècie de constitució amb l'ajuda de Cromwell on es triarà a un lloctinent i el Parlament serà triennal, és a dir, cada tres anys es triaran als seus representants.
Cromwell tenia una bona capacitat de comandament i va realitzar una política exterior era molt bona per tal d'afavorir els interessos dels comerciants. Entre 1652-1654 va tenir una primera guerra contra Holanda, provocada per les Actes de Navegació unes lleis mercantilistes en les quals Cromwell volia arrabassar a Holanda l'hegemonia comercial fent que tot el que es compri ha d'anar amb vaixells anglesos o amb vaixells del país d'origen dels productes sense utilitzar els holandesos. Els productes estrella d'Anglaterra seran els teixits i en seran uns grans exportadors. Per tal d'entrar en les colònies americanes espanyoles ho faran de manera legal i els vaixells anglesos sortien de Cadis cap a les colònies. En el govern de Cromwell es colonitzà Jamaica per a utilitzar-la com punt d'escala dels contrabandistes anglesos.

## La restauració dels Stuart
A la mort de Cromwell el 1658 en un principi el seu fill va intentar ser també Lord Protector, però el parlament va torna a acceptar la monarquia i el 1660 Carles II, fill del rei executat, és nomenat rei amb el "Compromis de Breda". Cromwell va ser molt fort i autoritari pel que en la seva mort el parlament demana la tornada del rei evocant a la idea de tradició i sobretot que els interessava més tenir un rei políticament més dèbil a un Lord Proctector fort. Des de llavors la monarquia anglesa va tenir un escàs poder polític tot i que va poder enfortir l'econòmic i social.

## Conseqüències
Al voltant del 10% de la població va morir durant els conflictes, però més per malalties i la fam que directament pels combats.
Les guerres van deixar Anglaterra, Escòcia i Irlanda entre els pocs països d'Europa sense monarca. Arran de la victòria, molts dels ideals (i molts idealistes) es van deixar de banda. El govern republicà de la Commonwealth d'Anglaterra va governar Anglaterra i més tard tota Escòcia i Irlanda del 1649 al 1653 i del 1659 al 1660. Entre els dos períodes, i a causa de les lluites entre diverses faccions al Parlament, Oliver Cromwell va governar el Protectorat com a Lord Protector (dictador militar) fins a la seva mort el 1658. A partir d'aquell moment, al Regne Unit es consolida la monarquia parlamentària com a sistema polític fins a l'actualitat.
La revolució lliberal suposarà amb el temps millores de la justícia: ara tothom serà igual davant d'aquesta. El dret de vot el tenien aquells amb terres o rendes importants en un sufragi restringit a la població masculina, tot i que en alguns ajuntaments s'autoritzaven a tots els homes que votessin tant pobres com rics, per exemple a Wensmister. Es produeixen importants canvis en la política interior com la creació de les companyies comercials aprovades o abolides pel parlament i el comerç que serà lliure i sense monopolis. El camp passarà progressivament de mans senyorials a burgesos agraris i petits propietaris, la desamortització de les terres de les esglésies es trauran a subhasta, el canvi de la llei electoral en el qual el vot dels comtats perd importància a favor de les zones urbanes provoca que la noblesa agrària comenci a vendre les terres, ja que no els servia com a instrument polític, o per problemes de liquiditat, fent que molts terratinents aprofitin per a comprar aquestes terres fent que a poc a poc es redimeixi la servitud.